# Sloanea heteroneura
Sloanea heteroneura är en tvåhjärtbladig växtart som beskrevs av Boeira. Sloanea heteroneura ingår i släktet Sloanea och familjen Elaeocarpaceae. Inga underarter finns listade i Catalogue of Life.